# Leioproctus kalen
Leioproctus kalen är en biart som beskrevs av Toro 2000. Leioproctus kalen ingår i släktet Leioproctus och familjen korttungebin. Inga underarter finns listade i Catalogue of Life.